# 95か条の論題
95か条の論題（95かじょうのろんだい、ドイツ語: 95 Thesen）は、1517年10月31日にマルティン・ルターが発表したとされる文書である。
一般的には、ルターがこの文書をヴィッテンベルクの城教会の門扉に貼りだしたのが宗教改革の発端になったとされており、カトリック教会の贖宥状（免罪符）販売を批判したものだとされている。内容は序文と95か条の提題（テーゼン）から構成されており、本来はラテン語で書かれていた。すぐに活版印刷によるドイツ語訳版がつくられて印刷され、ドイツ中に知れ渡ったとするのが定説である。

## 概要
「95か条の論題」は、中近世のヨーロッパ史における重大事件である宗教改革の契機になった文書として知られている。この文書はマルティン・ルターが1517年10月31日に、自身が神学教授を務めているヴィッテンベルクの教会の門に貼りだしたとされている。文書は主に贖宥状の販売を糾弾する内容になっていたとされているが、実際にはラテン語で書かれているために、一般市民には全く内容はわからないものだった。
通説では、ルターがこの掲示によって教会を批難したのは勇気ある大胆な行動であり、すぐさまドイツ語に印刷されて出回り、ドイツ中に大きな論争を巻き起こしたと説明される。しかし歴史家たちは、ルターがやったことは当時の学術界における所定の手続きに則って討論会の告知を行っただけであったと指摘している。この時点では、ルター自身も一般庶民に大きな影響を及ぼすことになるとは考えていなかっただろうというのが現代の学術界の定説である。しかも、「門扉に文書を貼った」という伝承が歴史的事実であるかどうかも結論が出ていない。
にもかかわらず、この文書が、突如として宗教改革を引き起こし、カトリックとプロテスタントを分裂させた端緒になったというイメージは、今も一般的である。10月31日は宗教改革記念日（Reformationstag）となっており、ドイツのプロテスタント地方では休日になっている。

## 内容

### 序文
| 「                         | AMORE ET STUDIO ELUCIDANDAE, veritatis haec subscripta disputabuntur Vuittenbergae, Praesidente R. P. Martino Luther, Artium et S. Theologiae Magistro eiusdemque ibidem lectore Ordinatio. Quare petit, ut qui non possunt verbis praesentes nobiscum disceptare agant id literis absentes. In nomine domini nostri Iesu Christi.Amen. | 」 |
| —第1頁の表題部（ラテン語） | |    |

| 「                                                       | 真理への愛と、それを明らかにしようとする願いから、ヴィッテンベルクにおいて、文学修士、神学修士、同地の神学正教授である司祭マルティン・ルター司会のもとに、以下のしるされたことについて討論することにする。したがって、出席して私たちと口頭で論議することのできない者は、欠席のまま書面でこれをしていただくようにお願いする。私たちの主イエス・キリストの御名において、アーメン。 | 」 |
| —ルター著作集分冊 1『九十五個条の提題 キリスト者の自由』 | |    |

### 命題
『95ヶ条の論題』は、ウィキソースにラテン語の原文の他、英語訳やドイツ語訳など多言語の翻訳版が収録されており、日本語訳については、聖文舎からルター & 緒方 訳 (1983)などや教文館からルーテル学院大学・ルター研究所 (2005)などが出版されている他に、コトバンクやルーテル教会のサイトでも、全文が公開されており、誰でも自由に参照することが可能である。以下は条々を多少簡略化した要約および引用である。

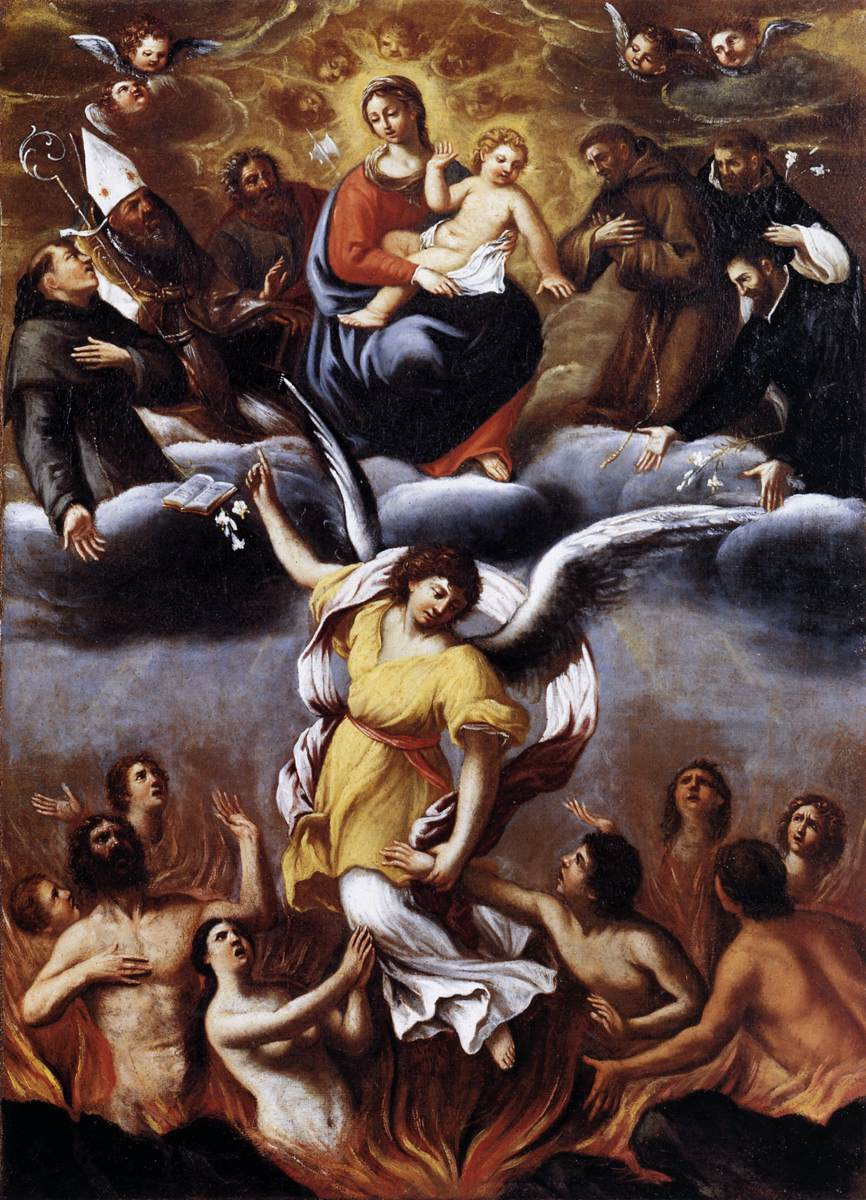
『煉獄より魂を救済する天使』。ルドヴィコ・カラッチ作。

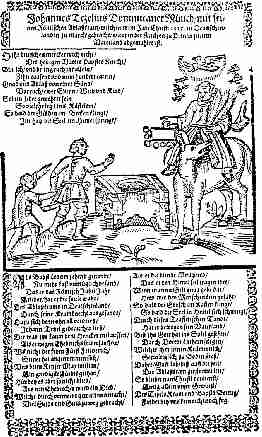
テッツェルの風刺画。「So bald der Gülden im Becken klingt, Im huy die Seel im Himel springt（グルデン金貨がチリンと鳴れば、魂はポンと天国へ飛び上がる）」との謳い文句で贖宥状を売りさばいていたとされている。

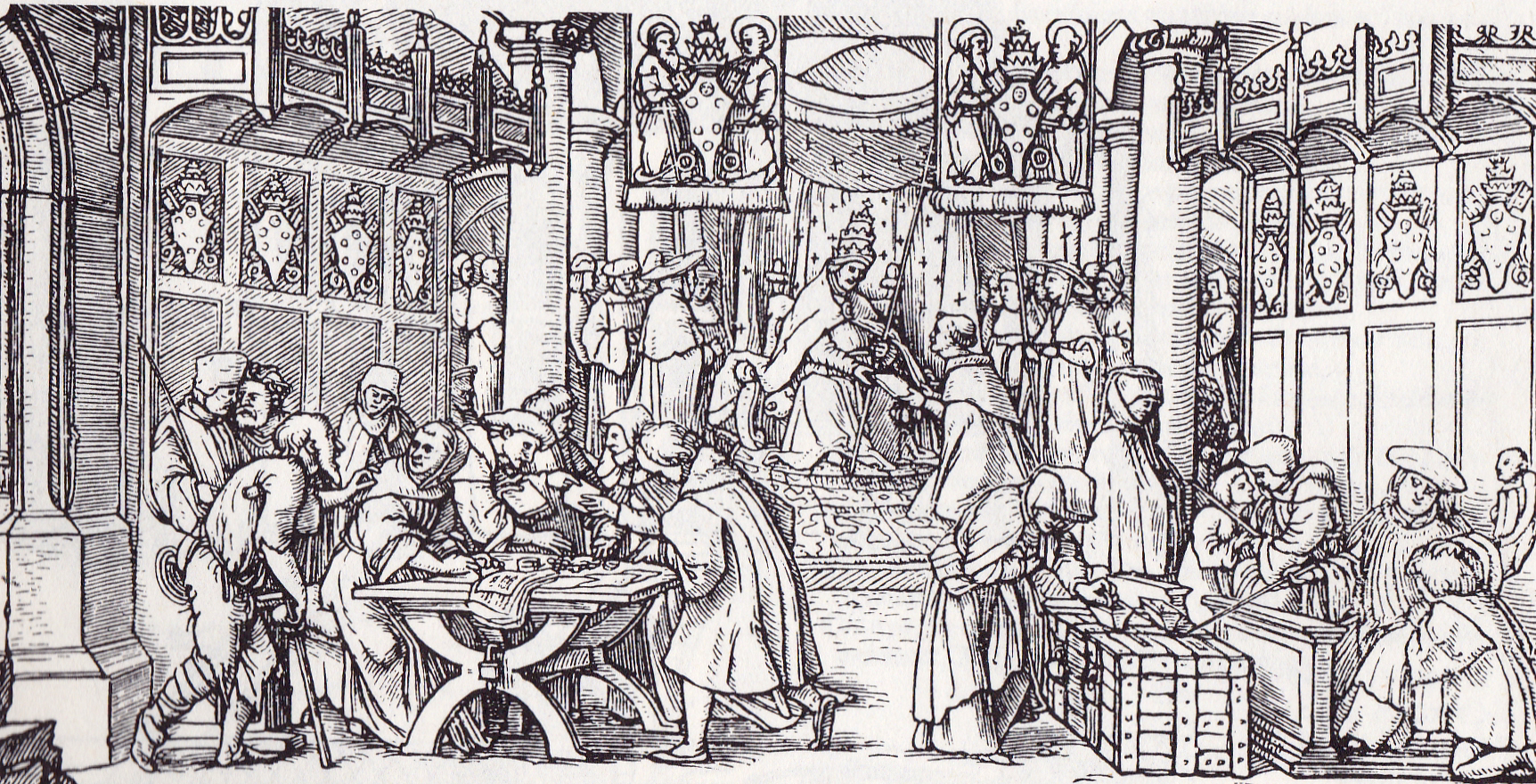
「贖宥状の販売」。ハンス・ホルバイン作。左では不虞の貧者にも贖宥状が売りつけられており、右では箱に投げ込んだ金がチャリンと鳴る様子が肥え太った贖宥説教者と共に描かれ、背後の教皇は売り上げの報告を受けている。

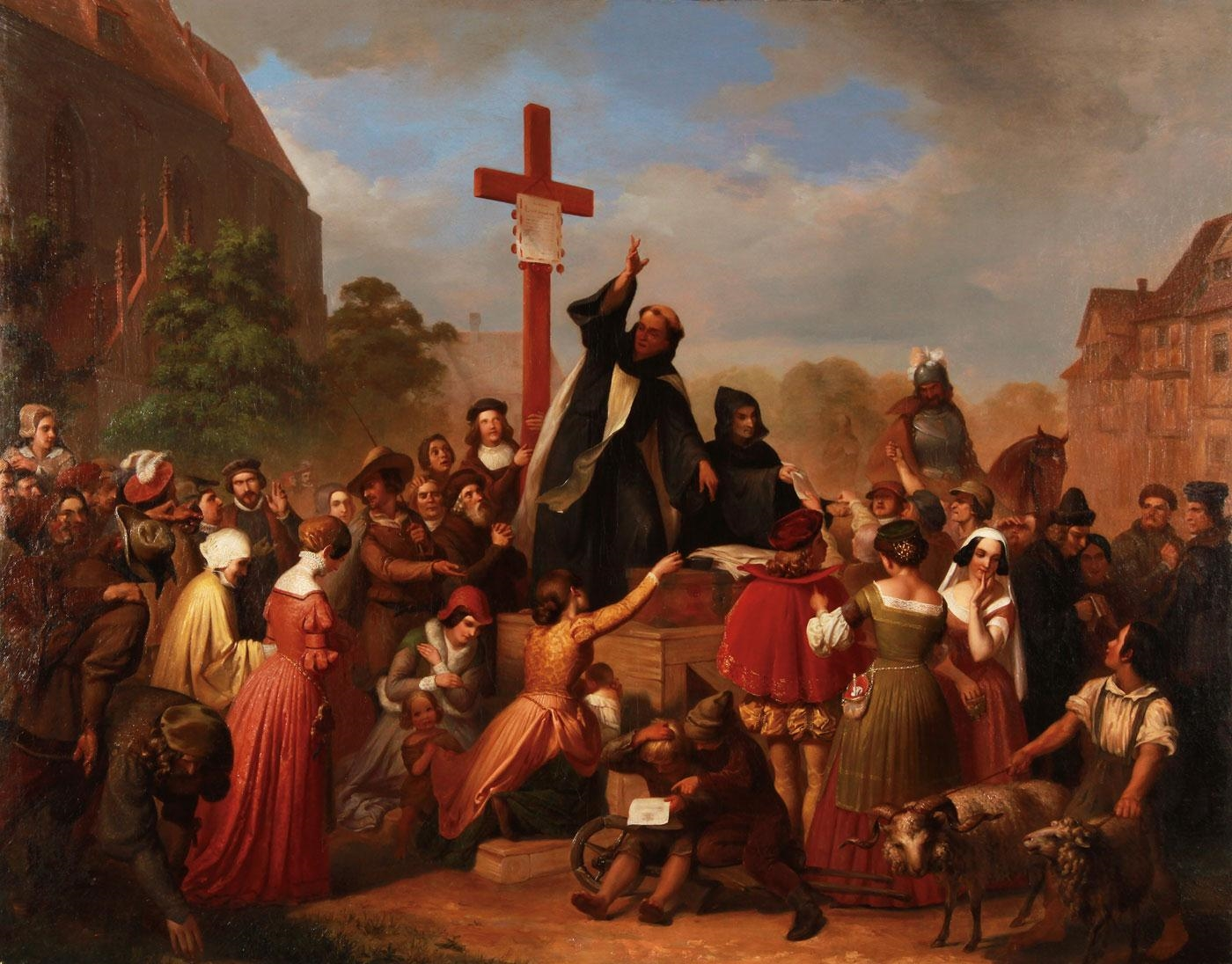
教皇からの委任状を貼り付けた十字架を背にして贖宥状を売る説教者テッツェル。（ヨハン・ワーグナー作）

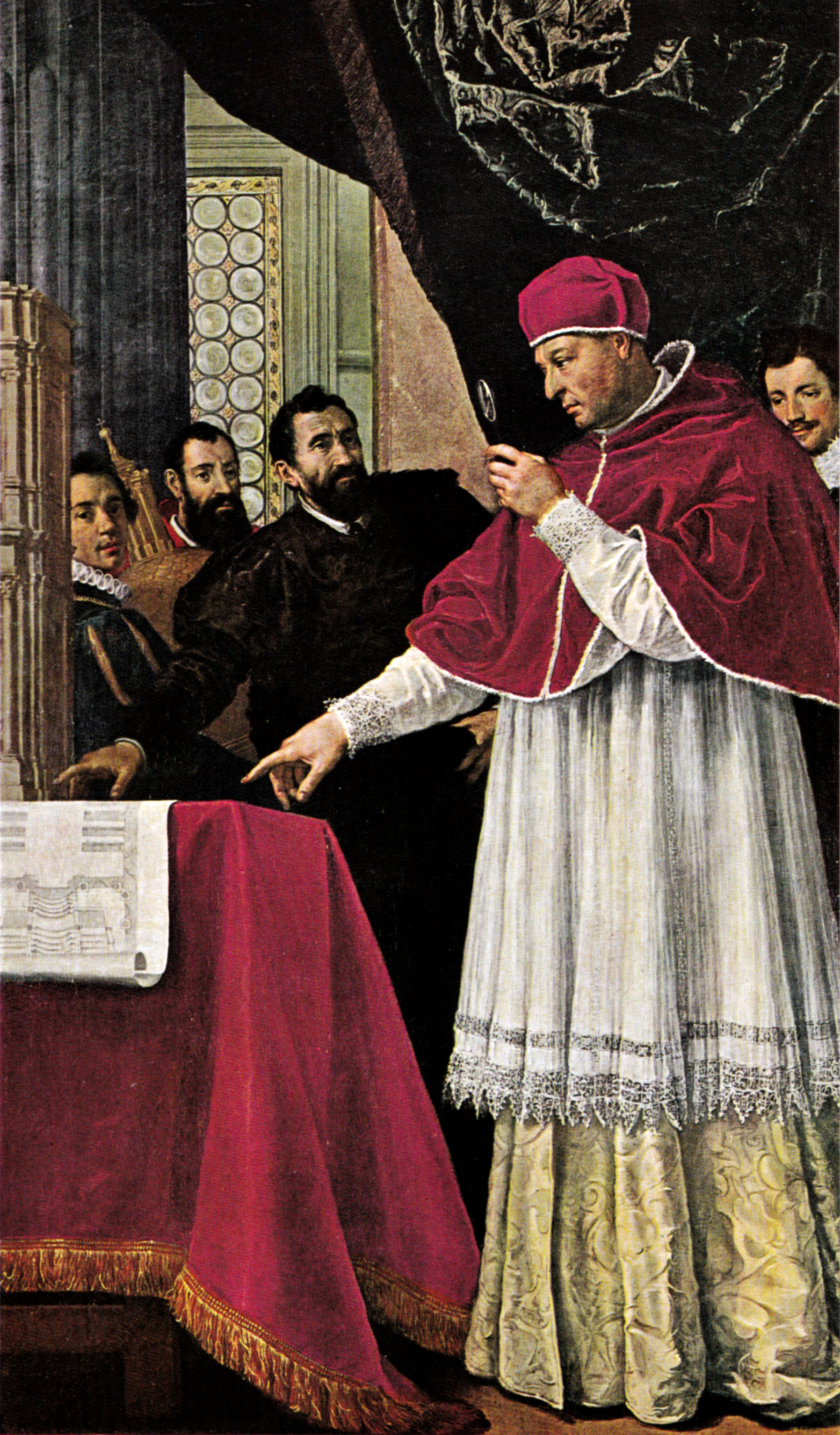
「ミケランジェロが教皇レオ10世にサン・ロレンツォ大聖堂 (フィレンツェ)のモデルを示す」。ヤコポ・ダ・エンポリ作。メディチ家出身の教皇は文化・芸術を愛して芸術家を庇護した反面、大変な浪費家で、教皇庁の財政を破綻させた。

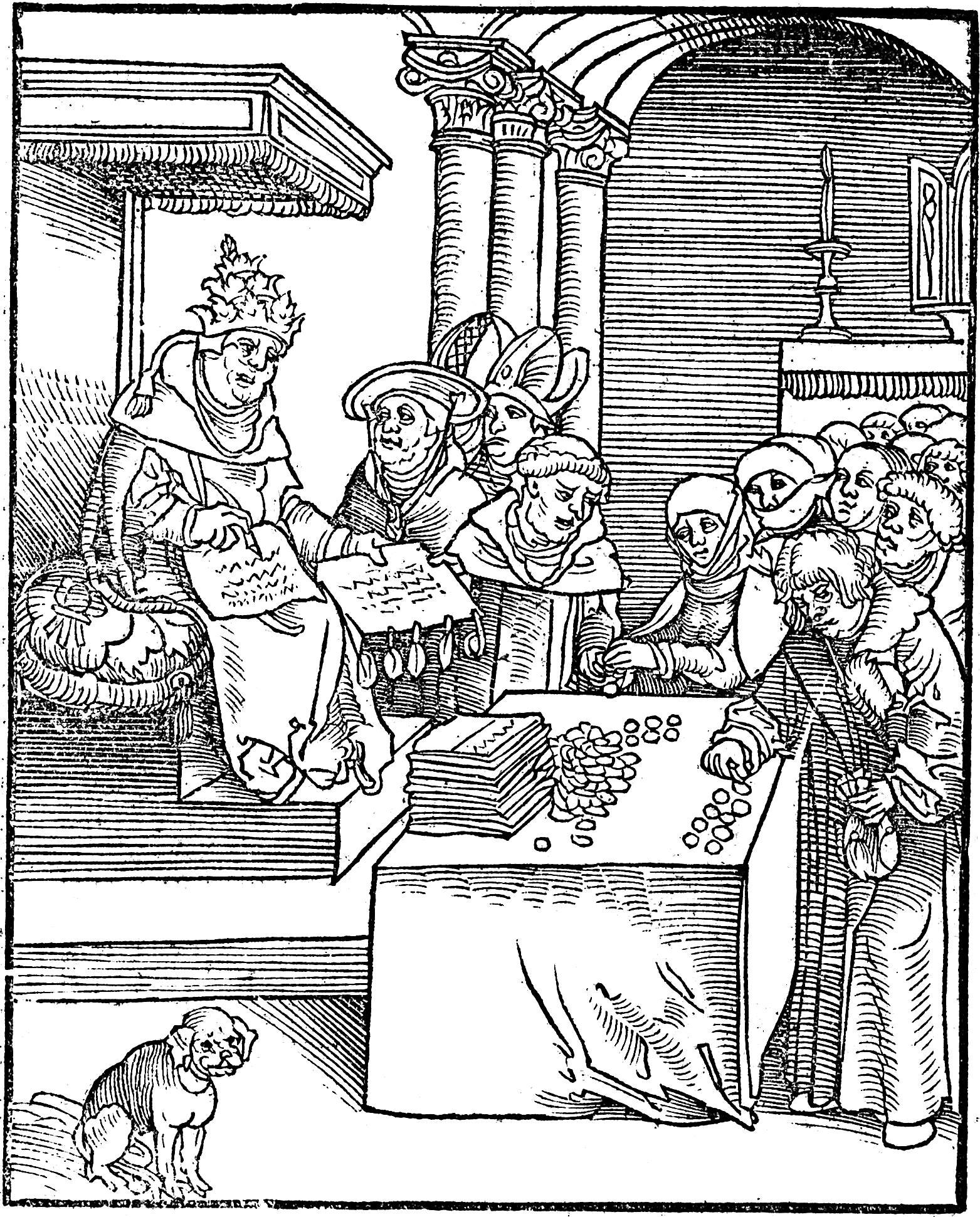
「楽しみを販売している教皇」。教皇を反キリストであると暗示する内容の免罪符の販売を批判したルーカス・クラナッハ作の風刺画で、1521年のルターの著作『』の挿絵。

1. 主は人々に全生涯の悔い改め[注釈 2]を求めた[1]。
2. それを秘跡としての悔悛[注釈 3]（告解と償罪）であると解することはできない[6]。
3. しかも単に内的な悔い改めをさしているのではない。外的な苦行のない内的な悔い改めは無に等しい[6]。
4. 天国に入るまでは罰（ポエナ）は続くものである[6]。
5. 教皇は、自身または教会法が課した罰を除いて、どのような罰をも赦免できない[6]。
6. 教皇は、神から罪責（クルパ）が赦免されたと宣言して赦免する以外、どのような罪責も赦免できない[6]。
7. 神は、人が全てのことにおいて神の代理人である司祭に従っていなければ、罪責を赦免し給わない[6]。
8. 悔悛についての教会法は死に臨んでいる人に課されてはならない[7]。
9. そのために聖霊は、教皇をよって私たちによいことをし給うている[7]。
10. 死に臨む人に、教会法による悔悛を煉獄にまで留保する司祭は、無知で悪い行いをしている[7]。
11. 教会法による罰を転じて煉獄による罰とまでしているのはあの毒麦[注釈 4]によるものと思われる[7]。
12. かつては、教会法による罰は、赦罪（アプソルティオ）[注釈 5]の後ではなく前に課さられていた[7]。
13. 死に臨む人たちは、死によってすべてを支払うのであり、教会法からは当然解放されている[7]。
14. 死に臨んでいる人たちの不完全な信仰や愛は必ず大きな恐れを伴う[7]。
15. この恐れとおののきは、それだだけで煉獄の罰をなしている[9]。
16. 地獄、煉獄、天国の異なりは、救いのたしかさ（セクリタス）の異なりと同じように思われる[9]。
17. 煉獄にある魂にとって、おののきが減じられるに応じて愛が増し加えられる[9]。
18. 煉獄にある魂が、功徳や愛の状態の外に置かれているということは、聖書で証明されていない[9]。
19. 煉獄にある魂が、自分の救いについて確信し、安心しているということは証明されていない[9]。
20. 従って、教皇が全ての罪の完全赦免と言っても、ただ彼自身によって課された罪の赦免とだけ解される[9]。
21. 従って、教皇の贖宥[注釈 6]によって人間は全ての罪から赦免され、救われるというあの贖宥説教者たちは誤っている[11][注釈 7]。※
22. 教皇は、煉獄にある魂に対して赦免することはできない[11]。
23. もし全ての罪の赦免が誰かに与えられるならば、それはごく僅少な最も完全な人だけである[11]。
24. つまり、大部分の人は罰の免除についてのけじめない約束によって欺かれたことになる[11]。
25. 教皇が一般的に煉獄に持っている権限は、どの司教も主任司祭も持っている[11]。
26. 教皇は代祷の方法によって魂の赦免を与えるのが至当である[11]。
27. 箱の中へ投げ込んだ金がチャリンと鳴るや否や、魂が煉獄から飛び上がるという人たちは、人間を宣べ伝えている[注釈 8]のである[11]。※
28. 金が箱の中でチャリンと鳴ると、利得と貪欲は増すが、教会のなすべきところではない[12]。
29. 煉獄で魂の全てが贖われることを願っているか知るよしもない[12]。
30. 自分の痛悔（コンチリサン）[注釈 9]が真実であるか、誰も確かではない。まして完全赦免を得たかどうかはなおさらである[12]。
31. 真に悔い改める者がまれであるように、真に贖宥を買う者もまれである[12]。
32. 贖宥状で自分たちの救いが確かであると信じる人たちは、その教師たちと共に、永遠の罪を定められるであろう[12]。
33. 教皇のするあのような贖宥は、人間を神と和解させる神の賜物であるという人を、警戒せよ[12]。
34. なぜなら、あの贖宥の恵みは人間によって制定された償罪の罰にだけかかわるからである[12]。
35. 魂を煉獄から買い出し、あるいは、告解証を買おうとしてる者に、痛悔が不要であると教える人たちは、非キリスト教的なことを説いている[14]。※
36. 真に痛悔したキリスト者なら、贖宥状がなくても、罪と罪責より完全赦免を持っている[14]。
37. 真のキリスト者なら、生死に関わらず、贖宥状がなくても、神が彼に与え給うたキリストと教会の宝に与っている[14]。
38. しかし、教皇からくる赦免と伝達とは決して侮蔑してはならない。なぜなら神の赦免の宣言であるからである[14]。
39. 最も博学な神学者たちにとっても、贖宥の寛大さと痛悔の真実さを同時に褒めることは、最も困難である[14]。※
40. 痛悔は罰を求め、これを愛する。しかし贖宥の寛大さは罰をゆるめ、これを憎むようにしむける[14]。
41. 使徒的贖宥[注釈 10]は、誤解されないように説かなければならない[15]。
42. 贖宥を買うことが、憐れみのわざに比肩するものだということは、教皇の考えではないことを、キリスト者は教えられなければならない[注釈 11][16]。
43. 貧者への施し、困窮者への貸与は、贖宥を買うよりも、より良い行いをしているのである[16]。
44. なぜなら、愛のわざによって愛は成長し、人間はより良くなるが、贖宥によっては人間はより良くならず、ただ罰から自由となるに過ぎないからである[16]。※
45. 困窮している者を見て、彼を無視して贖宥に金銭を払う人は、教皇の贖宥ではなく、神の怒りを自分に招いているのである[16]。
46. 有り余るほどの金持ちでない限り、贖宥のために浪費してはならないのである[16]。
47. 贖宥を買うのは自由であって、命じられたことではないのである[16]。
48. 贖宥を与える場合、教皇は金銭の額以上に、自分のために熱心な祈りを、より求め、より望んでいるのである[17]。
49. 教皇の贖宥は、人々がこれを信じないのであれば有益であるが、これによって神への恐れを捨てるのであれば最も有害である[17]。
50. もし教皇が贖宥説教者たちのする取り立てを知っていたならば、彼は聖ペテロ聖堂[注釈 12]が、灰と消えることを選ぶ[17]。
51. 教皇は（もし必要ならば）聖ペテロ聖堂を売ってまでも、（取り立てにあった）あの人々に、自分の金のうちから与えるべきであるし、そのように欲している[17]。
52. たとえ、委任された者、否、教皇自身が自分の魂をかけて保証したとしても、贖宥状による救いを信頼することは虚しいことである[17]。
53. 贖宥を説教するために、他の諸教会では神の御言が全く沈黙するうように命ずる人たちは、キリストの敵、教皇の敵である[18]。※
54. 同一説教の中で、贖宥が神の御言と同等かそれ以上に時間を割かれるならば、それは神の御言に対する不正である[18]。
55. 贖宥が一ならば、福音は百でもって、説教されねばならないというのが、必ずや教皇の考えである[18]。
56. 教会の宝から教皇は贖宥を与えているのであるが、それはキリストの民には述べられてもいないし、知られてもいない[18]。
57. 説教者の多くがこの宝を放出しないで、ただ集めることだけをしている[18]。
58. また、それらの宝はキリストと聖徒たちの功績でもない[18]。
59. 聖ラウレンティウスは、彼の時代の語法で、教会の宝は教会の貧者たちであると語っている[19]。
60. 私たちは、教会の鍵が教会の宝であると言うが、無思慮に言っているのではない[19]。
61. なぜなら、罰と教皇の留保事項との赦免については、ただ教皇の機能だけで十分であることが明らかだからである[19]。※
62. 教会の真の宝は、神の栄光と恵みと最も聖なる福音である[19]。※
63. しかし、この宝は、第一の者を最後の者とするので[注釈 13]当然最も憎まれるものである[19]。※
64. 他方、贖宥の宝は、最後の者を第一の者とするので、当然最も喜ばれるだろう[19]。※
65. 従って、福音の宝は、かつて富める人々を漁った網である[19]。
66. 贖宥の宝は、今の人々の富を漁っている網である[19]。
67. 説教者たちが最大の恵みだと呼びたてている贖宥は、利得を増大させる限りにおいて、真に最大の恵みだと解される[20]。※
68. しかし、贖宥は神の恵みと十字架の敬虔とに比較すると、実際最も小さいものである[20]。※
69. 司教や主任司祭は、使徒的贖宥を委任されている者たちを敬意を尽くして認める義務がある[20]。※
70. しかし、彼らは、これら委任されている者たちが教皇の委任の代わりに、自分たちの夢を説教することがないように注意する義務がもっともっとある[20]。
71. 使徒的贖宥の真理に反して語る者には、アナテマと呪いとあれ[20]。※
72. しかし、贖宥の説教者のことばの欲と放恣とに対して、真に用心する者には祝福あれ[20]。※
73. どのような方法であれ、策謀して贖宥の売買に害を加えようとする者たちを、教皇が雷で打つのが正当であるのと同様に[20]。※
74. それより更に教皇は、策謀して贖宥を口実として聖なる愛と真理とに害を加えようとする者たちを、雷で打とう意図するのである[21]。※
75. たとえ神の母を犯したとしても、教皇の贖宥がその人間を解放しうるほどに大きいと考えるのは、狂っているのである[21]。
76. これに反して私たちは、教皇の贖宥は、小罪（ヴェニアリア・ペッカタ）のうちの最も小さいものでも、罪責に関する限りでは、これを除去できないと言うのである[21]。※
77. もし聖ペテロが今教皇であったとしても、彼はそれより大きい恵みを与えることができないと言うことは、聖ペテロと教皇に対する冒涜である[21]。※
78. これに反して私たちは、現教皇も、またどの教皇も贖宥よりも大きいもの、福音、諸力、癒やしの恵みを持っている[注釈 14]と言うのである[21]。※
79. 教皇の紋章を付けて立てられた十字架が、キリストの十字架と同じであるというのは、冒涜である[21]。
80. このような説教を許している司教、主任司祭、神学者たちは、釈明しなければならないだろう[22]。
81. 贖宥についてのこのような気ままな説教のせいで、教皇への敬意を救ってやることが、博学の人たちでさえ容易ではないようにしている[22]。
82. すなわち、「もし教皇が、大聖堂建設のための最も汚れた金、すなわち、最も卑し理由によって無数の魂を贖うとすれば、なぜ教皇は最も聖なる愛や魂が最大に必要とするもの、すなわち、全てのうちでも最も正しい理由によって煉獄をからにしないのであろうか」[22]。※
83. また、「贖われた者のために祈ることはすでに不正であるのに、なぜ死者のための葬式や記念がいつまでも続くのであろうか。また、なぜ教皇は死者のために捧げられた献財を返さなかったり、回収することを許さなかったりするのであろうか」[22]。※
84. また、「不敬虔な者、敵対する者には、金を出せば敬虔で神の愛する魂を買うことを認めながら、敬虔で愛される魂自身の必要のためであるなら、これを無償の愛によって贖うことをいないような神と教皇との新しい敬虔とはなんであろうか」[22]。※
85. また、「すでに長い間、死物となっていた悔悛の教会法規が今になっても、贖宥の許可のため、金でもって請け出されているのはなぜであるか」[23]。
86. また、「もっと富める階級よりも、今日では豊かな財を持つ教皇が、なぜ貧しい信者の金よりむしろ自分の金で、この聖ペテロ教会一つ建てないのか」[23]。※
87. また、「全き痛悔によって完全赦免と恵みに与る権利と十分に持つ者に対して、教皇は何を赦免し、何を分かち与えるのであろうか」[23]。※
88. また、「教皇はいま一回だけしているが、もし一日百回どの信者にもこれらの赦免と伝達を与えるなら、それよりも大きなよいことが教会に加えられるであろうか」[23]。※
89. 「教皇が贖宥によっては、金よりもむしろ魂の救いをもとめていることからすれば、彼は、すでに有効である以前に与えられた文書と贖宥とを、なぜ停止させるのか」[23]。
90. 以上のような信徒の議論を、力だけで抑えたり、理由をあげて解かなかったりすることは、教会と教皇とを敵の嘲笑にさらすことである[24]。
91. 従って、もし贖宥が教皇の精神と意図に従って説教されるとするならば、これら全てのことは容易に解消するであろう[25]。
92. だから、キリストの民に「平安、平安」という[注釈 15]、全ての（偽りの）預言者は立ち去るがよい、そこに平和はない[25]。
93. キリストの民に「十字架、十字架」という、全ての（偽りの）預言者は幸いである、そこに十字架はない[25]。
94. キリスト者はその首であるキリストに、罰、死、地獄を通じて、従うことに励むように、勧められねばならない[25]。※
95. そしてキリスト者は平安の保証によるよりも、むしろ多くの苦しみによって、天国に入ることを信じなければならない[25][注釈 16]。※

## 通説による簡単な経緯と評価

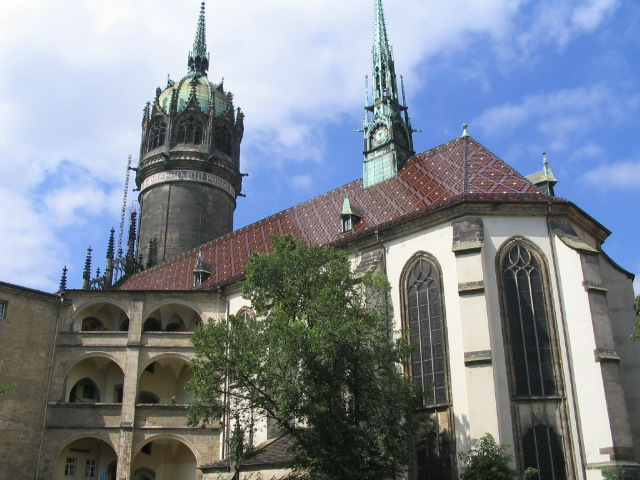
ヴィッテンベルクの城教会

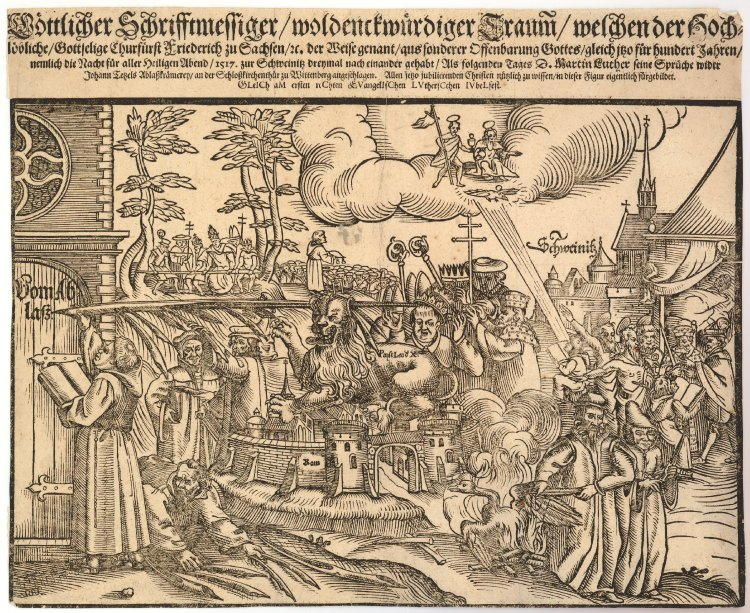
100周年となる1617年に描かれた戯画。ルターが門扉に直接文字を書き込んでいるように描かれている。

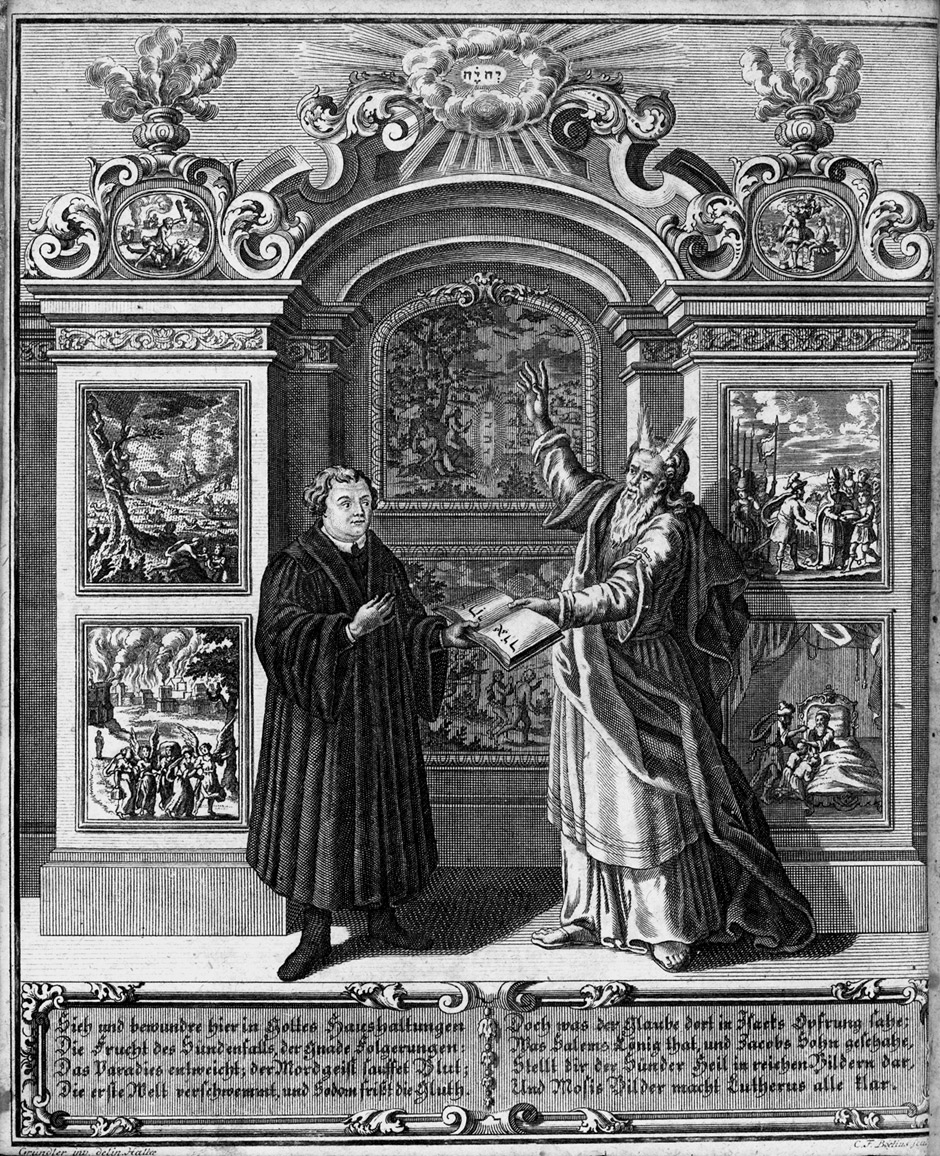
1739年の作品。ルターがモーセと共に立っている。

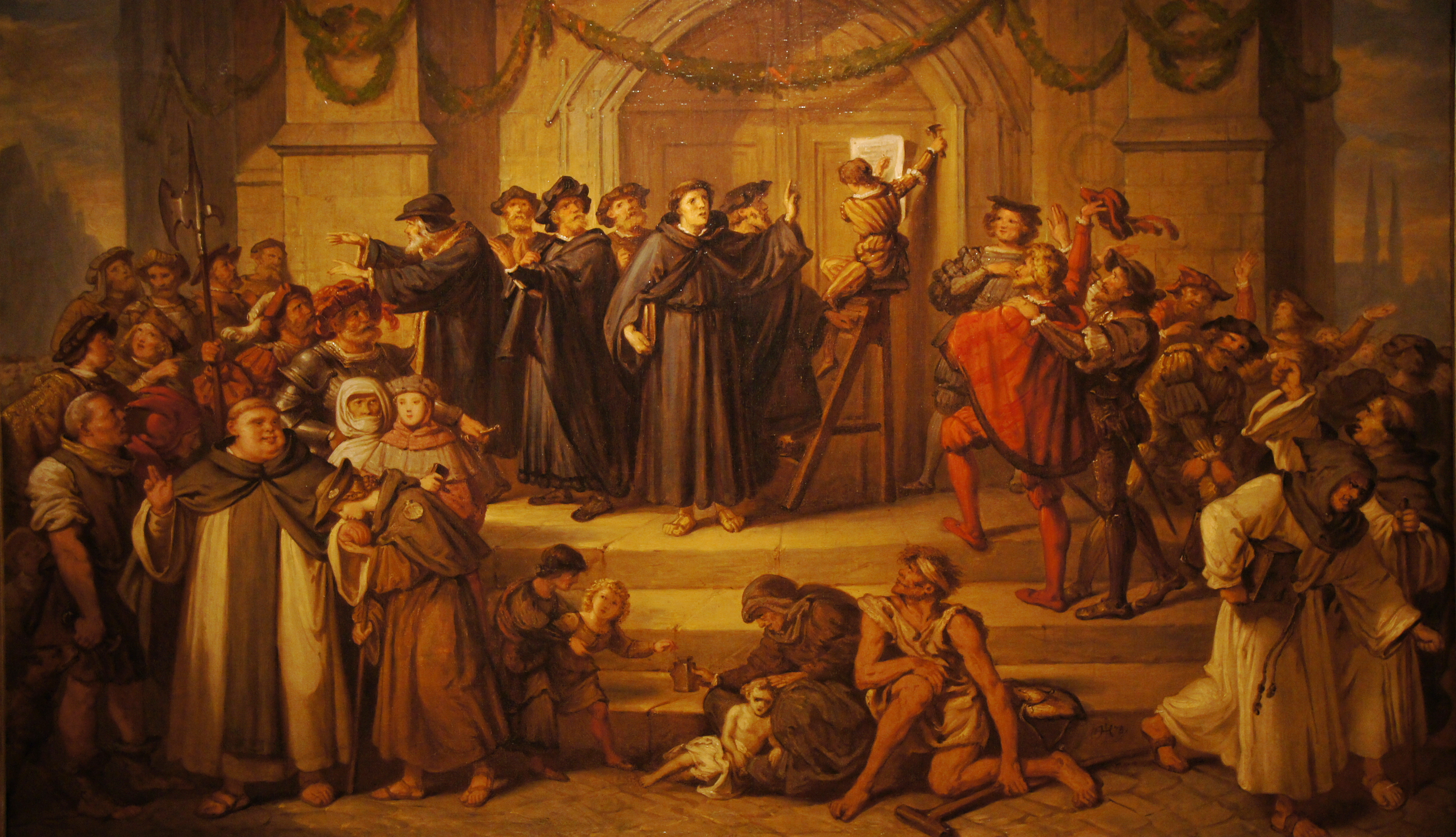
1878年の作品。衆目の眼前で掲示を行う姿で描かれている。

一般的に、世界史の教科書では、「宗教改革」は1517年にマルティン・ルターが「95か条の論題」をヴィッテンベルクの城教会の門に貼りだすことで始まった、とされている。そしてその背景として、中世以来のカトリック教会の腐敗があり、贖宥状の販売が引き金になったと説明される。往々にして、このルターの行為は、一介の聖職者の身でありながら教会の組織と権威に敢然と挑戦した雄渾な行動であったとして描かれる。
この「ルターによる教会批判」は瞬く間にドイツ中の知るところとなり、大きな論争を巻き起こし、1560年頃のカトリックとプロテスタントの分裂や、イングランド国教会の独立をもたらしたとされる。すなわち、「宗教改革」は1517年に始まり、1560年頃に終わった、とするのが世界史の教科書における一般的な解説である。
ルターが95か条の論題を掲示した日時は、1517年10月31日の夜中とされている 。翌11月1日はカトリック教会の万聖節という祝日であると共に、ヴィッテンベルク城教会の献堂記念日でもあった。

### 歴史学上の評価
しかしながら現代の歴史家や宗教史家は、こうした通説は宗教改革にまつわる「神話」であり、後世に作られた見方ではないかと指摘している。この指摘によれば、「宗教改革」という用語が使われるようになったのは17世紀以降のことである。この術語を用いたドイツの政治家ファイト・ルートヴィヒ・フォン・ゼッケンドルフ(1626 - 1692)は、「ルターの教会批判」「ルターの宗教改革」などと表現し、あくまでもルター個人の行動の範囲に限定する用語として用いた。95ヶ条の論題によって始まったのは「ドイツの」宗教改革だとする文献もある。
ドイツ史研究家の松田智雄は、『世界の名著23　ルター』（中央公論社）のなかで、「どの面から言っても、これが世界史の新しい時期を開くような、はなばなしい開幕でなかったことだけは確かである」と評している。実際にはルター以外にも宗教改革家は大勢いて、ルターと同時代の人々は「改革」の総てをルターに帰すようには考えていなかった。改革は多元的に発生しており、多くの人物や都市が関わっていた。
教会史家のベルント・メラー(1931 - 2020)は、ルターを「偉大な賢人」「宗教改革の指導者」と描写する「よくある記述」は、完全に作り上げられたものであると批判した。この見解は多くの歴史家に支持されている。しかしながら「ルター生誕500周年」を迎えた1983年には、ルターを「歴史上の英雄の一人」「宗教改革を一人で成し遂げた人物」と扱う見方が依然として広汎に存在していることが実証されてしまった。

### 文書の内容について
多くの研究者は、この文書の具体的な中身については詳しく述べていない。ドイツの歴史家でルターの伝記を書いたリヒャルト・フリーデンタール(Richard Friedenthal)によれば、95か条は全体として「教理でも、体系でもなく、また、そのようなものではありえなかった」。これは議論をするためのメモ書き程度のものであり、「多くの提題はほとんど独り言」のようなものだった。ところによっては標語のようなものであったり、形になっていないものもあった。
ルターは、多くの民衆が言っていたことを1枚の紙にとりまとめただけであり、その最初と最後にルターの名前があるという以外に、文書全体を貫く思想といえるほどのものは無かった。しかしそのことがかえって、多くの階層の様々な人物に、自由な解釈を可能にしたとも考えられている。与えた影響として重要だったのは、論題の中身というよりは、ルターの意図には反していたかもしれないが、教会に対する批判を公言してもよいのだ、ということだった。後述するように問題が大きくなっていった頃には、既にこの文書の中身や文言が問題ではなくなっており、ルターの当初の意図とは全くかけはなれた状況となっていったのである。
これとは異なる見解を示す者もいる。松田智雄によれば、「論旨は純粋に教義の問題としてとりあげられ、論じられている」。中には現実的な提題も含まれているものの、全体としては教会法や教義を論じたもので、とくに「許し」は教会法や贖宥状では得られるものではなく神の意志によるものだ、という考えが貫かれているとしている。『宗教改革小史』の著者K.G.アッポルドは、「贖宥の商業化を真正面から攻撃」するものだった、としている。
しかしルターは、この「95ヶ条の論題」の中では、贖宥状そのものを完全否定したわけではなく、一定の範囲では肯定している。贖宥状を購入して贖宥を受けられる事自体は認めているし、教皇を批判しているわけでもない。その贖宥が適用できる範囲が限定的であることを確認しているだけである。「95ヶ条の論題」で書かれた内容は、のちにルター自身が考えを変えたものも少なくない。たとえば「95ヶ条の論題」では煉獄そのものは否定されておらず、贖宥状の効果が煉獄までは及ばないとしているだけであるが、後にルターは煉獄そのものの存在を否定するようになった。ルターの著作のうち、内容面で宗教改革運動の理論に影響をあたえたのは、のちに著した「宗教改革三大論文」と呼ばれる『ドイツ国民のキリスト教貴族に与える』『教会のバビロン捕囚について』『キリスト者の自由』である。

## 「掲示」の意味と意義
| 表題部（ラテン語） |
| AMORE ET STUDIO ELUCIDANDAE veritatis haec subscripta disputabuntur Vuittenbergae, Praesidente R. P. Martino Luther, Artium et S. Theologiae Magistro eius- demque ibidem lectore Ordinatio. Quare petit, ut qui non pos- sunt verbis praesentes nobiscum disceptare agant id literis ab- sentes. In nomine domini nostri Iesu Christi.Amen. |
| （『世界の歴史12ルネサンス』による日本語訳（大意）） 真理に対する愛から、 私は以下の箇条について 討論することを求めたい。 それに出席することができない人は 書面でもって論じてもらいたい。 我らが主イエス・キリストの聖名において、アーメン。                                                                                                 |

### 教会の門扉に掲示を行うのはよくあることだった
ルターがヴィッテンベルクの城教会の門扉に「95か条の論題」を貼りだしたのは1517年10月31日の夜中である。翌11月1日はカトリック教会の万聖節と城教会の献堂記念日とにあたっており、この貼り紙は祭りに集まる人々の目に留まることになる。
このように、公の場で、壁新聞のように多くの人の目に触れるようなやり方で教会を告発してみせたというのは、現代の読者には果敢な行動であるという印象を与える。しかし実際には、これは当時としては極めて一般的な出来事だった。
当時のヴィッテンベルクの人口は2000人程度である。人口規模は大きくないが、ザクセン選帝侯の本城であると共に、1502年に開設されたばかりのヴィッテンベルク大学があった。町の西端にある選帝侯の居城に隣接して城教会があり、その門は日常的に大学の掲示板として利用されていた。
ヴィッテンベルク大学の神学博士だったルターが掲示した文書は、全編にわたってラテン語で書かれており、一般市民には読めないものであった。つまり、ルターはこの文書を以って一般市民に問題提起しようという意図は全く無かった。
掲示板にこうした文書を貼りだすのは、当時の神学者が公開討論を申し入れる際の所定の手続きであり、その決め事に沿った定型的な行動に過ぎない。こうした公開討論は、当時の神学者が修練の一環として日常的に行っていたもので、特別なものではない。討論を行いたい者は、議論のテーマをラテン語でまとめ、討論の希望日時や場所を明記して掲示板に貼るというのが、決められた手順だった。
そしてこの手順では、討論を申し入れた者は、掲出したのと同じ文書を聖職者としての上司・関係者に対して送付する義務がある。写しを複数必要とするがゆえに、この文書は当時普及し始めたばかりの活字を用いて紙に印刷されたものだった。ルターは手順にしたがって、この文書を当時のドイツの首座司教であるマインツ大司教にも送っている。
ところが当時のマインツ大司教アルブレヒトこそ、ローマ教皇やフッガー家と結託し、問題となっている贖宥状を売って利益をあげている張本人だった。これは偶然であり、ルター本人も自分が批判しようとしている贖宥状の利益がマインツ大司教アルブレヒトの懐に入る仕組みになっているとは知らないままに文書を送付したと考えられている。ルターはマインツ大司教にこの文書を送るにあたり、「私の最良の父、私の牧者」と呼びかけている。これについて、19世紀のイギリス女王ヴィクトリアが「アルブレヒトはさぞや面白くないことだったであろう」と評したと伝わっている。

### 宗教界は当初、あまり問題視しなかった
ルターが95か条の論題を貼りだしたのは、多くの一般市民に教会の不正を周知する目的ではなく、学問的な討論を呼びかけたに過ぎなかった。ルターはアウグスティヌス修道会に属しており、ルターが討論を呼びかけた相手方はドミニコ修道会だった。ドミニコ修道会こそ、贖宥状の販売を請け負ってドイツ中で売りさばいていた張本人だったからである。
しかしルターによる呼びかけにもかかわらず、ドミニコ修道会との討論会は実現しなかった。当時のヴィッテンベルクの支配者であるザクセン選帝侯ヨハン・フリードリヒは、領内での贖宥状を禁じる目的でドミニコ会修道士を領地から全員追放していた。ドミニコ会修道士はそもそもヴィッテンベルクに立ち入ることができなかったのである。
ルターから「論題」の写しを受け取ったマインツ大司教アルブレヒトは、これをマインツ大学に委ね、周囲にはこの件について一切の言及を禁じた。そのうえで自分の上席にあたる人物、すなわちローマ教皇レオ10世へ文書を回送した。アルブレヒトはこれによって、この件についての自己の責任を免れると考えた。そしてレオ10世こそ問題の贖宥状の販売の総元締めである。
そのレオ10世は、当時の大多数の人々と同じように、これをアウグスティヌス修道会とドミニコ修道会の小競り合いに過ぎず、「修道士どもの口喧嘩」程度のことと考えていた。ルターは「酔っぱらいのドイツ人」であり、しらふに戻れば違うことを言うだろうと評したとも伝えられている。この時点でのルターの主張は要するに、誤りを犯しているドミニコ修道会に対し、正しいカトリックの教義を説こうとしているものだった。レオ10世はアウグスティヌス修道会のドイツの長ヨハン・フォン・シュタウピッツにこの件を委ねることにした。シュタウピッツはルターの主張に理解を示し、1518年4月25日に開かれる修道会の総会で議題にするように提案した。
そのほかの聖職者たちも、表立った反応はさし控えた。ブランデンブルク司教のシュルツ(Hieronymus Schulz)のところにもルターから文書が届いたが、シュルツは読みさえしなかった。それでいてルターに自筆で親切な返事を書き、ルターの主張にはカトリックの教義に反するものは見受けられないし、贖宥状の販売は自分も嘆かわしいと感じるが、今は口を噤んでおいたほうがいいだろう、と伝えている。シュルツには、とにかくルターのいるザクセンとマインツ大司教の本拠であるブランデンブルクの対立に発展するのを避けたいという思いしか無かったと考えられている。

### 活版印刷術とドイツへの拡散
ところが、何者かがこの文書をドイツ語に翻訳した。ヴィッテンベルク大学の学生の仕業だとも言われている。それがバーゼル、ニュルンベルク、ライプツィヒの印刷業者のもとへ持ち込まれ、当時普及し始めた活版印刷によって複製された。これが短い間にドイツの各地に広がっていき、さらにドイツ語以外にも翻訳されてヨーロッパ中に伝えられた。ルターはこれを「天使ご自身が飛脚であったかのごとくに、14日間のうちに早くも全キリスト教界を一巡した」と評した。
なお、このとき3箇所で印刷されたラテン語の文書はそれぞれ300部ほどが出回ったと考えられているが、そのほとんどは現存しない。ニュルンベルク版は1891年にベルリンの学芸員がロンドンの古本屋で発見し、現在はベルリンに収蔵されている。このニュルンベルク版には、冒頭部に「真理に対する愛から、」で始まる長い題名が付けられている（本節最上部参照。）。バーゼル版では文書にラテン語で「Disputatio pro declaratione virtutis indulgentiarum（贖宥の効力を明らかにするための討論）」という題名が付け加えられている。各地の文書はいずれも無記名であり、出版者は不詳である。
このように、新技術である活版印刷術がルターの主張の普及に重要な役割を果たした、という見方は多くの歴史家たちが支持している。とは言っても、当時のドイツの識字率は平均して4パーセントから5パーセント程度だった 。当時の人口とルターの出版物の出版数の推計から逆算すると、実際にルターの著作物を手にしたのは43人に1人程度に過ぎなかった。当時活躍したのは、図像や平易な韻文入りの木版画によるパンフレットと、説教師である。印刷物が果たした役割はそうした説教師を感化するところにあった。

### 各界の反応とルターの対応
この結果として、ルターの言説は大反響を巻き起こした。しかし、純粋に学問的な討論を呼びかけたに過ぎないルターにとっては、これは予想外のことだった。しかし肝心の神学者たちからはほとんど無視された格好になり、ルターが望んだ学術的討論は実現しなかった。
ルターが名指しで批判したドミニコ修道会だけは敏感に反応した。ルターには関係無いのだが、ドミニコ修道会には以前から敵がいて、自分たちは攻撃を受けて迫害されていると考えていた。そこへ新たにルターという敵が増えたという格好になっており、深刻な事態だと受け止めたのである。
1518年1月20日、オーデル川のフランクフルトで開かれた修道士の総会で、ドミニコ修道会士で異端審問官でもあるヨハン・テッツェルがルターに反発して贖宥を認める論文を発表し、ルターを火刑にすべきだと気勢をあげた。
一方のアウグスティヌス修道会では4月25日の総会でルターが演説した。この総会にはブツァーやブレンツも出席しており、ルターに感銘を受けた彼らはのちに宗教改革の指導者となる。
当時の人々は、これを単なるドミニコ修道会とアウグスティヌス修道会のいつもの小競り合いだとみなして、面白おかしく眺めていた。修道会そのものをよく思わない人々は、「修道会同士の喧嘩」を煽り立て、嘲笑し、対立の火が燃え上がるのを愉快に見物していた。
この間、肝心の神学者たちからほとんど反応がなかったことに立腹したルターは、贖宥状の売り手を追撃するような小論『贖宥と恩恵とについての説教』を刊行した。「95ヵ条の論題」と大きく違うのは、これがドイツ語で書かれたということである。このことはこの『説教』が、「論題」のように学者向けのものではなく、一般庶民向けに書かれたことを意味している。『説教』は20ヵ条に絞られていて、表現はより鮮明で過激になっていた。この中でルターは、相手方を「聖書の匂いをかいだこともない（中略）鈍い頭脳の持ち主」と攻撃した。この『説教』は20種類以上の版が作られたことがわかっている。

## 贖宥状批判の背景
- 詳細はレオ10世による贖宥状参照

### 贖宥状の歴史
一般的に贖宥状の発行は十字軍のときに遡るとされている。当初、贖宥状の発行は、十字軍のときか、100年に1度、とかなり限定されていた。その効能も限定的であり、「教会が定めた罰」をいくらか減免させるというものだった。
ところがそのうち贖宥状の発行は50年に一度、33年に一度、25年に一度というふうに間隔が短くなっていき、やがて頻繁に発行されるようになった。特に15世紀後半のシクストゥス4世は、贖宥状を乱発すると同時に、その効能を現世での罰の減免だけでなく、煉獄にいるぶんにまで対象であると拡大した。
こうした贖宥状を批判したのはルターが初めてではない。14世紀にはウィクリフ、15世紀にはフスが贖宥状の販売を批判している。

### レオ10世の贖宥状のからくり
ルターの批判の対象になったレオ10世による贖宥状は「聖ペテロ大聖堂の再建費用を集める」という名目で発行されていた。が、実はその本当の使途は違っていた。この贖宥状の売上は、最終的にはフッガー家という金貸しのところに入ることになっていた。これはローマ教皇レオ10世と、マインツ大司教アルブレヒトの借金返済のためのものだった。ただし、当のルターはそのような仕組みは全く知らなかった。一般庶民と同じように、「大聖堂の再建」に使われると考えていた。

### ザクセン選帝侯と贖宥状
当時のザクセン選帝侯フリードリヒ3世は、レオ10世とドミニコ修道会の贖宥状販売には異を唱え、ザクセン領内での贖宥状の販売を禁止した。と言っても、ザクセン選帝侯が贖宥状の販売を禁じたのはルターのような敬虔さからくる動機ではなく、領内の経済を慮ってのことだったと考えられている。
ザクセン選帝侯自身、以前はさかんに贖宥状を販売していて、その売上で聖遺物を収集していた。ザクセン選帝侯の聖遺物コレクションは当時のヨーロッパを代表するものであり、聖遺物を拝むことは、それだけで贖宥になるとされていたので、各地から参拝のために巡礼者が集まってきていた。巡礼者が領内で費やす金はザクセン選帝侯領内の経済を潤していたのだが、贖宥状の販売はこれを妨げる危険性があった。
また、領民が稼いだ金が、贖宥状の売上としてローマに送られるということは、ザクセン選帝侯領の富がローマへ流失していることにほかならなかった。当時のドイツは「ローマの雌牛」（乳を絞られる存在）と蔑まれており、ドイツ諸侯はこれを苦々しく思っていた。
この贖宥状はドミニコ修道会の修道士が販売を請け負っていたので、ザクセン選帝侯はドミニコ会の修道士を全員領内から追放したのだった。しかしテッツェルはザクセン領地のギリギリまで行って贖宥状販売を行ったので、ザクセンの領民の中からも数多くの者が贖宥状を買いに行った。

### 贖宥状批判を突然始めたわけではない
ルターは、アウグスティヌス修道会出身で、ヴィッテンベルク大学に招かれ、そこで神学博士号を取得した人物である。自身の体験に基づく一風変わった授業を行い、ヴィッテンベルク大学の神学講義の改革を行っており、学内では有名な人物だった。しかしこの時点ではドイツ全体としてはまだ無名の存在だった。
ルターは掲示を貼りだす以前から、贖宥状批判を繰り返していた。記録の残るところでは、1516年7月27日の説教で贖宥状の有効性に疑問を呈し、これが招く倫理の退廃を指摘している。これはちょうどテッツェル一行がザクセン領にもっとも近づいた時期である。ザクセン領を出て贖宥状を買い求めてきた庶民たちは、贖宥状売りの様子をルターに話して聞かせた。それはルターを怒らせるものだったという。
ルターが「掲示」を行ったのは、それから1年3か月後のことである。10月31日当日の昼間の説教でも、ルターはこの問題を発言していたという。

## 本当に「掲示」されたのか？
数百年にわたる無数の研究にもかかわらず、1517年10月31日にルターが本当にこのような文書を掲示したのか、その事実性には論争があって解決していない。日付が違うという説もあれば、ルター自身が自分で門に打ち付けたのか、人にやらせたのかという議論もある。
同時代の史料で、この出来事を伝える唯一の情報源は、ルターの同僚だったフィリップ・メランヒトン（1497-1560）によるものである。ルターが1546年2月に死去してから3か月後に刊行されたルターの著作集第2巻（1546年）の序文の中で、メランヒトンは、ルターが門扉に95か条の論題を掲示したと述べている。しかし他の証拠はない。
ルターが1517年10月31日に張り出したとされる文書が印刷されたものであったと伝えられているが、実際にそうであったのか、手書きのものだったのかもわかっていない。一般に当時の大学の掲示板に貼りだされる文書は、手書き、印刷どちらの可能性もある。いずれにせよその原本も、印刷前の版も現存しない。現存するのは、マインツ大司教アルブレヒトを経由してローマ教皇レオ10世に送られたものだけである。ただしその中身は、1517年末にライプツィヒで印刷されたコピーと同じである。
実際に門に貼りだしたかどうかや正確な日付はわからないが、いずれにせよこの時期にルターがこの文書を公表したことは確からしい。

## ルターの意図は？
上述の通り、ルターはそもそも公に教会を攻撃することを意図していたわけではなかった。ルターは神学者との討論を呼びかけただけであり、その討論を通じて、教会の枠内での穏やかな改革を意図していた。だから、意図とは違う形で一般庶民を中心に大騒ぎになってしまった直後、ルターはブランデンブルク司教に対して、主張の訂正を行い、全面的な撤回すらほのめかしている。
しかしルターの意図とは裏腹に、「贖宥状批判」はドイツ中に知れ渡ったとされる。現代でも一般的には「ルターが贖宥状批判を行った」とされている。しかし、ルターが95ヵ条の提題を通じて論じようとしたのは、純粋な神学上の教理であった。95ヵ条は全体として体系的でもないし、大半はルターの「独り言」のような文言だった。贖宥状販売の問題はその中のほんの一部にすぎなかった。
ルターが特に議論を望んだのは、贖宥状の販売そのものではなく、救済と良心の概念についてだった。教理では、告解、悔悛の後に罰が与えられ、その罰が贖宥されるという手順であって、告解や悔悛を省いて贖宥にたどり着くはずはない。だからルターは贖宥状を販売する教会を批判しただけではなく、贖宥状を購入する民衆も批判した。
しかし実際には、ルター自身は贖宥状について直接見聞きしたことはなく、すべて贖宥状を買った庶民からの又聞きでしかなかった。贖宥状を売りまわったドミニコ会修道士テッツェルが謳い文句にしていたという「グルデン金貨がチャリンと言えばたちまち魂は天国へポンと飛び上がる」という口上は、実際にテッツェルが言ったものではなく、ルターが「テッツェルはこう言っているらしい」として述べたものだった。そしてルターはこの贖宥状のからくりまでは知らなかった。マインツ大司教アルブレヒトのこともよく知らなかったし、まして教皇レオ10世のことは知らず、彼らがこの贖宥状の販売を企画した張本人であることは知らなかった。ルターは、レオ10世は善良なる聖職者であり、無垢な教皇が悪い部下に騙されているのだと信じきっていた。
実際のところ、マインツ大司教もローマ教皇も、神学者として教理に通じた人物ではなかった。マインツ大司教アルブレヒトはホーエンツォレルン家の王子で金で地位を買っただけであり、メディチ家の人物であるローマ教皇レオ10世は外交に長けていたが神学者ではなかった。だから彼らのところに文書が回ってきても自力で判断することはできず、専門の神学者に回して意見を聞くしかなかった。
当時はそもそも「贖宥」については神学の中でしっかりと位置づけられてはいなかった。アウグスティヌス修道院でルターに神学を教えた聖職者たちも贖宥については知識をもっていなかった。

### 「贖宥」と「免罪」
ルターは、贖宥の概念について学術的な討議を求めていた。本来「贖宥」というのは、人が犯した「罪」に応じて、教会が人に与えた「罰」のうち、そのいくらかを免除するというものだった。ルターの考えでは、カトリックの教理のなかでは、贖宥によって免じられるのは「罰」であって、「罪」自体が免れるわけではない。しかも教会が免じることができるのは、あくまでも教会が定めた「罰」のみであって、神が与えた「罰」は免じることができないはずである。
ところが、この贖宥状を売っている連中は、ありとあらゆる罪が無くなるかのようなことを言っており、ひどいものでは「あらかじめ贖宥状を買っておくと、そのあと悪事を行っても大丈夫」というような売り口上すらあったという。これはカトリックの教理に反しているはずであり、そこを議論ではっきりさせたい、というのがルターの主張だった。贖宥状の有効な対象が適切な部分に留まっているならば、それは教理に適合しているのであり、ルターは贖宥状が全て不適切だと批判したわけではなかった。
ただし実際問題としては、贖宥の概念についてそこまで詳しく理解している聖職者は当時ほとんどおらず、修道会におけるルターの師はもちろん、大司教や教皇でさえも、こうした教理を精確に知っているものはほとんどいなかった。大衆は「罪」と「罰」の区別もついておらず、贖宥状売りの口上を鵜呑みにしているだけだった。

## その後
1518年の秋、教皇庁やザクセン選帝侯のとりなしで、カトリック教会とルターの討論が内々で行われた（アウクスブルク審問）。しかし両者の主張は並行のままに終わった。
この話し合いの後、アウグスティヌス修道会のシュタウピッツはルターを修道会から退会させることにした。これによってアウグスティヌス修道会に対する責任問題を回避するとともに、ルターが自由に活動できるようにしたのである。
翌1519年にはライプツィヒ討論が行われる。この討論会は決裂に終わったが、カトリック側はルターを異端とする言質をとることに成功した。ルターは教会批判の急先鋒とみなされるようになり、ローマ教皇はルターを異端として破門した。この観点では、討論会はルター側の敗北とみられたが、その後の影響を考えると、かえってルターにドイツの注目が集まることになった。